# The Human Factor (album)
The Human Factor è il quarto album in studio dei Metal Church, pubblicato nel 1991.
Presenta testi impegnati nel sociale come il singolo Date with Poverty, del quale è stato inoltre realizzato un video ufficiale.

## Tracce
1. Human Factor – 5:00
2. Date With Poverty – 5:20
3. The Final Word – 6:00
4. In Mourning – 6:01
5. In Harm's Way – 7:01
6. In Due Time – 4:04
7. Agent Green – 5:58
8. Flee from Reality – 4:13
9. Betrayed – 4:32
10. The Fight Song – 3:25

## Formazione
- Mike Howe – voce
- John Marshall – chitarra
- Craig Wells – chitarra
- Duke Erickson – basso
- Kirk Arrington – batteria